# Chloroclystis muscosata
Chloroclystis muscosata là một loài bướm đêm trong họ Geometridae.